# Si tous les gars du monde
Pour plus de détails, voir Fiche technique et Distribution.
Si tous les gars du monde est un film français réalisé par Christian-Jaque, sorti en 1956. Le film est réalisé d'après le roman éponyme de Jacques Rémy.

## Synopsis
Le Lutèce, un bateau de pêche de Concarneau (indicatif TKXL), alors qu'il se trouve en pleine mer du Nord, voit ses douze marins tomber malades les uns après les autres après avoir consommé du jambon avarié : ils sont atteints de botulisme. La radio de bord étant hors service, le patron Le Guellec, avant de subir à son tour les effets de l'intoxication, a eu le temps de lancer un appel à l'aide depuis un émetteur radio ondes courtes. L'appel est capté par un radioamateur, une chaîne d'entraide se met en place pour faire parvenir des vaccins au bateau en détresse tandis qu'à son bord les derniers pêcheurs valides s'affrontent. 
Sous les yeux désolés du jeune mousse Benj, Jos accuse Mohammed, musulman, et seul à ne pas avoir consommé de jambon, d'avoir empoisonné celui-ci. Pourtant, la survie de l'équipage va dépendre d'eux et ils vont devoir apprendre à faire corps pour maintenir leur cap et suivre les instructions radio de leurs secouristes. Pendant ce temps, les radioamateurs de France et d'Allemagne, alors qu'on est en pleine nuit, ont réussi l'exploit de faire acheminer les médicaments de Paris à Berlin. 
Grâce au dévouement d'hôtesses de l'air qui ont transgressé les règlements, à des soldats américains et soviétiques qui se sont alliés pour faire franchir la frontière entre Berlin Ouest et Berlin Est au précieux colis. Bientôt, les médicaments arrivent en Norvège.

## Fiche technique
- Titre original : Si tous les gars du monde
- Réalisation : Christian-Jaque
- Scénario : Henri-Georges Clouzot, Christian-Jaque, Jacques Rémy
- Dialogues : Christian-Jaque, Henri-Georges Clouzot, Jean Ferry, Jérôme Géronimi et Jacques Rémy
- Décors : Robert Gys
- Photographie : Armand Thirard
- Son : William Robert Sivel
- Montage : Jacques Desagneaux
- Musique : Georges Van Parys
- Producteur : Alexandre Mnouchkine
- Producteur délégué : Pierre Meyrat
- Sociétés de production : Les Films Ariane (France), Cinetel (France), Filmsonor (France), Francinex (France)
- Sociétés de distribution : Cinédis (France), Les Acacias (France), Les Films Ariane (France)
- Pays d'origine :  France[1]
- Langue originale : français
- Format : 35 mm — noir et blanc — 1.37:1 — monophonique
- Genre : film d'aventure, drame
- Durée : 113 minutes[1]
- Date de sortie :
  - France : 22 février 1956[1]
- Classifications CNC : tous publics, Art et Essai (visa d'exploitation no 14937 délivré le 20 février 1956)
- Affiche : René Ferracci (France)

## Distribution
- André Valmy : Le capitaine Le Guellec, le patron du chalutier Lutèce
- Jean Gaven : Jos, le second du Lutèce
- Marc Cassot : Marcel, un marin du Lutèce
- Georges Poujouly : Benj, le mousse du Lutèce
- Doudou Babet : Mohammed, un marin nord-africain du Lutèce
- Pierre Goutas : Yann, un marin du Lutèce
- Jean Daurand : Yves, un marin du Lutèce
- Jacques Dhery : Alain, un marin du Lutèce
- Pierre Latour : Guillaume, un marin du Lutèce
- Henri Maïk : François, le premier marin malade du Lutèce
- Jacques Sablon : Un marin du Lutèce
- Claude Sylvain : Totoche
- Andrex : Lagarrigue, L'Instituteur
- Yves Brainville : Le docteur Jégou
- Jean Clarieux : Riri
- Mimo Billi : Alberto, le radioamateur au Togo
- Bernard Dhéran : Saint-Savin
- Hélène Perdrière : Christine Largeau
- Jean-Louis Trintignant : Jean-Louis Lavergne, le radioamateur F8YT
- Roger Dumas : Jean-Pierre, l'ami de Jean-Louis
- Margaret Rung : L'hôtesse de l'air polonaise
- Diana Bel : L'hôtesse d'Air France
- Mathias Wieman : Karl Baumeister, le radioamateur à Munich
- Gardy Granass : Herta Baumeister, la fille de Karl
- Peter Walker : Johnny, le petit ami d'Herta
- Charles Jarrell : Mitch, l'ami de Johnny à la tour de contrôle de Berlin-Tempelhof
- Constantin Nepo : Le capitaine soviétique à Berlin Est
- Ebbe Moe : Olaf, Le navigateur norvégien
- Lt-Pilote Juillard : Le pilote norvégien
- Jacques Donot : Le speaker à Concarneau
- Bernadette Lange : Mme Le Guellec
- Camille Fournier : La mère de Benj

Acteurs non crédités :
- Gilbert Gil : L'employé de la Gare des Invalides
- Colette Ricard : L'hôtesse des renseignements à l'aéroport d'Orly
- Henri Guégan : Un douanier à Orly
- Marcel Rouzé : Un contrôleur à Orly
- Roger Lecuyer : Un passager à Orly
- Marie-Hélène Dasté : Mme Lavergne, la mère de Jean-Louis
- Pierre Meyrat : Le pilote soviétique
- Guy Saint-Clair : Le Pilote d'Air France qui récupère la boite de vaccins
- Jean Michaud : L'Administrateur des Affaires maritimes à Concarneau
- Pierre Fresnay (voix off) : Le récitant
- Georges Tourreil

## Production

### Tournage
- Les scènes se déroulant dans un village du Togo ont été tournées dans un décor construit aux studios de la Victorine à Nice.

### Chanson du film
- Si tous les gars du monde (marche), paroles de Marcel Achard et musique de Georges Van Parys, interprétée par des chœurs (Éditions Méridian)[2],[3]. L'esprit de la chanson, ainsi que les premiers vers sont très proches de « La Ronde » de Paul Fort (https://upload.wikimedia.org/wikipedia/commons/f/fc/Fort_-_La_Ronde_autour_du_monde%2C_1922.djvu), pour lesquels Marcel Achard ne semble pas avoir cité sa source d'inspiration.

## Distinctions

### Récompenses
- Festival international du film de Karlovy Vary 1956 : Crystal Globe pour Christian-Jaque.
- Festival de San Sebastián 1956 : Prix du meilleur scénario étranger pour Henri-Georges Clouzot et Christian-Jaque.
- BAFTA Awards 1957 : nature du prix inconnue[réf. à confirmer].